# Sárgahomlokú amazon
A sárgahomlokú amazon (Amazona ochrocephala) a madarak (Aves) osztályának a papagájalakúak (Psittaciformes) rendjébe, ezen belül a papagájfélék (Psittacidae) családjába tartozó faj.
A faj egy fajkomlexum tagja, legközelebbi rokonai a sárgafejű amazon (Amazona oratrix) és a sárgatarkójú amazon (Amazona auropalliata). Ezeket korábban egyetlen fajba sorolták (a másik két faj egymáshoz viszonyított helyzete ma sem tisztázott teljesen) sárgatarkójú amazonpapagáj néven és annak három alfajaként taglalták.

## Előfordulása
Panama, Trinidad és Tobago, valamint Bolívia, Brazília, Kolumbia, Ecuador, Francia Guyana, Guyana, Peru, Suriname és Venezuela területén honos.

## Alfajai
- Amazona ochrocephala nattereri (Finsch, 1865)
- Amazona ochrocephala ochrocephala (Gmelin, 1788)
- Amazona ochrocephala panamensis (Cabanis, 1874)
- Amazona ochrocephala xantholaema (Berlepsch, 1913)

## Megjelenése
Testhossza 31-38 centiméter, testtömege 380-500 gramm. Tollazata alapszíne zöld, a tollaknak feketés szegélye van. Homloka, kantárja és fejtetői tollai egyrésze sárga, fülfedői és pofatájéka smaragzöld.
|  |

## Életmódja
Gyümölcsökkel, zöldséggel, magvakkal és diófélékkel táplálkozik.

## Szaporodása
Fészekalja 4-5 tojásból áll, melyen 26 napig kotlik. A fiókák kirepülése még 60 napot vesz igénybe.